# Hydraena christinae
Hydraena christinae är en skalbaggsart som beskrevs av Audisio, De Biase och Manfred A. Jäch 1996. Hydraena christinae ingår i släktet Hydraena och familjen vattenbrynsbaggar. Inga underarter finns listade i Catalogue of Life.